# Giulia Reginato
Giulia Reginato (Castelfranco Veneto, 14 maggio 1992) è una calciatrice italiana, di ruolo portiere.

## Carriera

### Club

#### Barcon
Giulia inizia la sua carriera calcistica a 12 anni tra le file del Barcon, dopo aver praticato per anni la pallavolo nel ruolo di libero. Viene da subito impiegata tra i pali per le sue doti atletiche e di reattività. Esordisce in serie B all'età di 15 anni. Durante il periodo di militanza nel Barcon si guadagna la convocazione nella Rappresentativa Regionale Femminile Under 15 - 2006/2007, e si aggiudica insieme alla squadra il titolo battendo in finale la Lombardia con il punteggio di 3-0.

#### Vicenza
Nella stagione 2009-2010 viene contattata dalla dirigenza del Vicenza e cambia colori, militando però nella squadra vicentina per una sola stagione e collezionando 9 presenze.

#### Permac Vittorio Veneto
La stagione successiva passa al Permac Vittorio Veneto, squadra alla quale si legherà in un lungo sodalizio, raggiungendo nella stagione 2016-2017 lo storico traguardo delle 150 presenze. Con la maglia rosso-blu Giulia vive la promozione in serie A2 nella stagione 2010-2011 e la storica promozione in serie A nella stagione 2014-2015. In serie A Giulia colleziona ben 21/22 presenze, rendendosi protagonista di una stagione ad alti livelli. Il Permac Vittorio Veneto chiude il campionato al 9º posto, a soli 3 punti di distacco dall'ultimo posto disponibile per rimanere in massima serie, e così retrocede. La stagione 2016-2017 vede il Permac Vittorio Veneto partecipare al campionato di serie B - girone B, chiudendo il campionato al secondo posto, dietro al Sassuolo Femminile. Nella stagione 2017-2018 la squadra vittoriese si classifica al 4º posto, venendo così retrocessa in serie C per la stagione 2018-2019, dopo la riforma dei campionati.

#### Beach Soccer
Nel 2013 partecipa al campionato di beach soccer femminile vestendo i colori del Mestre e aggiudicandosi il titolo dopo la vittoria in finale per 4-1 contro la Res Roma.

## Palmarès
- Campionato italiano di Serie B: 1

Permac Vittorio Veneto: 2014-2015